# Le Pescher
Le Pescher är en kommun i departementet Corrèze i regionen Nouvelle-Aquitaine i de centrala delarna av Frankrike. Kommunen ligger  i kantonen Beynat som tillhör arrondissementet Brive-la-Gaillarde. År 2022 hade Le Pescher 358 invånare.

## Befolkningsutveckling
Antalet invånare i kommunen Le Pescher
Referens:INSEE